# Maxi Gnauck
Maxi Gnauck (ur. 10 października 1964 w Berlinie Wschodnim) – niemiecka gimnastyczka sportowa reprezentująca NRD. Czterokrotna medalistka olimpijska, w tym mistrzyni olimpijska w ćwiczeniach na poręczach, z Moskwy (1980), multimedalistka mistrzostw świata i Europy, w tym pięciokrotna mistrzyni świata (1979–1983).
W latach 1979–1983 Gnauck zdobyła dziewięć medali mistrzostw świata i dziewięć medali mistrzostw Europy, w tym po pięć tytułów mistrzowskich. Specjalizowała się w ćwiczeniach na poręczach. Podczas mistrzostw świata 1981 roku zdobywając złoto w ćwiczeniach na poręczach otrzymała perfekcyjną notę, czyli 10,0 pkt za występ. Na igrzyskach olimpijskich 1980 w Moskwie miała 15 lat i zdobyła cztery medale olimpijskie: złoto w ćwiczeniach na poręczach, srebro w wieloboju indywidualnym oraz brązowy medal w ćwiczeniach wolnych i wieloboju drużynowym z reprezentacją NRD. Gimnastyczka planowała start na kolejnych igrzyskach olimpijskich w Los Angeles w 1984 roku, ale ze względu na ich bojkot przez reprezentację NRD wzięła udział w alternatywnych zawodach, gdzie zdobyła pięć medali.
Otrzymała tytuł najlepszej sportsmenki NRD w 1980 roku oraz jako pierwsza Niemka została uhonorowana miejscem w Międzynarodowej Galerii Sław Gimnastyki Sportowej w 2000 roku. Po zakończeniu kariery została trenerką gimnastyki w RPA, następnie w Norderstedt (1993–2005) oraz w Szwajcarii (po 2005 roku) wraz z Rolandem Brücknerem.

## Osiągnięcia

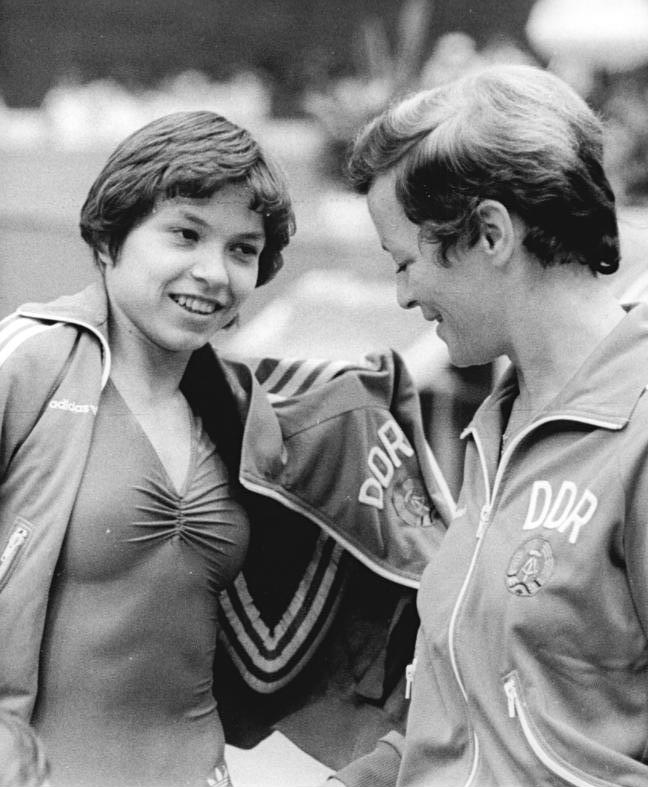
Ganuck (po lewej) z trenerką Hannelore Sauer (1984)

| Rok                   | Zawody                | Konkurencja           | Konkurencja           | Konkurencja           | Konkurencja           | Konkurencja           | Konkurencja           |
| Rok                   | Zawody                | VT                    | UB                    | BB                    | FX                    | AA                    | Team                  |
| Zawody międzynarodowe | Zawody międzynarodowe | Zawody międzynarodowe | Zawody międzynarodowe | Zawody międzynarodowe | Zawody międzynarodowe | Zawody międzynarodowe | Zawody międzynarodowe |
| --------------------- | --------------------- | --------------------- | --------------------- | --------------------- | --------------------- | --------------------- | --------------------- |
| 1979                  | Mistrzostwa Europy    | 2                     | 3                     |                       |                       | 6                     |                       |
| 1979                  | Mistrzostwa świata    | 6                     | 1                     | 6                     | 4                     | 2                     | 3                     |
| 1980                  | Igrzyska olimpijskie  | 6                     | 1                     | 4                     | 3                     | 2                     | 3                     |
| 1980                  | Puchar świata         | 6                     | 1                     |                       | 1                     | 2                     |                       |
| 1981                  | Mistrzostwa świata    | 1                     | 1                     | 1                     |                       | 77 QT                 | 3                     |
| 1983                  | Mistrzostwa świata    | 4                     | 1                     | 4                     |                       | 7                     | 3                     |
| 1985                  | Mistrzostwa Europy    | 4                     | 1                     |                       |                       | 2                     |                       |

## Wybrane nagrody
- Sportowiec roku NRD – 1980[3]
- Międzynarodowa Galeria Sław Gimnastyki Sportowej – 2000[6]